# Anđa Jelavić
Anđa Jelavić, née le 21 septembre 1980 à Tomislavgrad, dans la République socialiste de Bosnie-Herzégovine, est une joueuse croate de basket-ball. Elle évolue au poste d'arrière.

## Biographie
En 2011-2012, elle est finaliste de l'Eurocoupe avec Kayseri Kaski.
En décembre 2012, elle se sépare du club de Samsun.
Après une saison avec Konak Belediye (5,1 points, 3,5 rebonds, 4,8 passes décisives), elle signe durant l'été 2014 pour un autre club turc Istanbul Universitesi.
Anđa Jelavić annonce en avril 2015 mettre un terme à sa carrière.